# Gezeitenmühle von Hénan
Die restaurierte Gezeitenmühle von Hénan liegt in Névez, am Ufer des Aven im Département Finistère in  der Bretagne in Frankreich.
Die Gezeitenmühle (französisch Moulin à marée) ist eine von zwölf mehr oder weniger gut erhaltenen Gezeitenmühlen im Finistère. Sie wurde dank des hohen Tidenhubs im Aven betrieben und ist ein Monument historique.
Ein paar Dutzend Meter entfernt liegt das Müllerhaus. Der Zugang erfolgte über eine Außentreppe, der Keller war das Weizensilo.
In der Nähe liegt der Dolmen de Kerascoët.